# Jalsa Salana

Torbogen der Jalsa Salana Deutschland 2005 (ehemaliger Veranstaltungsort Maimarktgelände Mannheim)

Jalsa Salana (Urdu جلسہ سالانہ Dschalsah Salanah) bezeichnet die spirituelle Jahresversammlung der Ahmadiyya Muslim Jamaat. Sie ist meist eine mehrtägige Veranstaltung (in Deutschland 3 Tage) zur Ehre Allahs und des Propheten Mohammed und dient der spirituellen Erbauung.

## Ziel und Zweck
Der Begründer der Ahmadiyya-Bewegung Mirza Ghulam Ahmad über den Sinn und Ziel der von ihm initiierten Versammlung:

„Ziel und Zweck der Jalsa ist es, dass die Mitglieder unserer Jamaat solch eine Änderung in sich vollbringen, dass ihre Herzen sich vollkommen dem Jenseits zuwenden. Sie sollen Gottesfurcht in sich entfalten und Vorbilder an Tugend, Ehrfurcht vor Gott und Mitgefühl für andere werden. Sie sollen gegenseitige Liebe und Brüderlichkeit einander beweisen. Sie sollen sanftmütig, demütig und wahrhaftig sein und bereit zur Verbreitung des Glaubens.“

„Der primäre Zweck dieser Versammlung ist es, allen aufrichtigen Individuen zu ermöglichen persönlich religiöse Nutzen zu erfahren; sie mögen ihr Wissen erweitern und – aufgrund ihres Gesegnet- und Freigegebenseins von Allah, dem Erhabenen – möge ihre Erkenntnis [über Allah] fortschreiten. Zu den sekundären Vorteilen gehört, dass diese Versammlung der Gemeinde gegenseitiges Kennenlernen unter allen Brüdern fördern wird, und sie wird die brüderlichen Bindungen in dieser Gemeinschaft stärken.“

Das Oberhaupt der Ahmadiyya, Mirza Masroor Ahmad, versteht den Sinn der Veranstaltung so:

„Ahmadis veranstalten für das Wohlgefallen Gottes Jalsas in allen Ländern und versammeln sich einmal im Jahr für einige Tage, um spirituelle Änderungen bei sich vorzunehmen und Allahs Wohlgefallen zu erlangen.“

## Programm

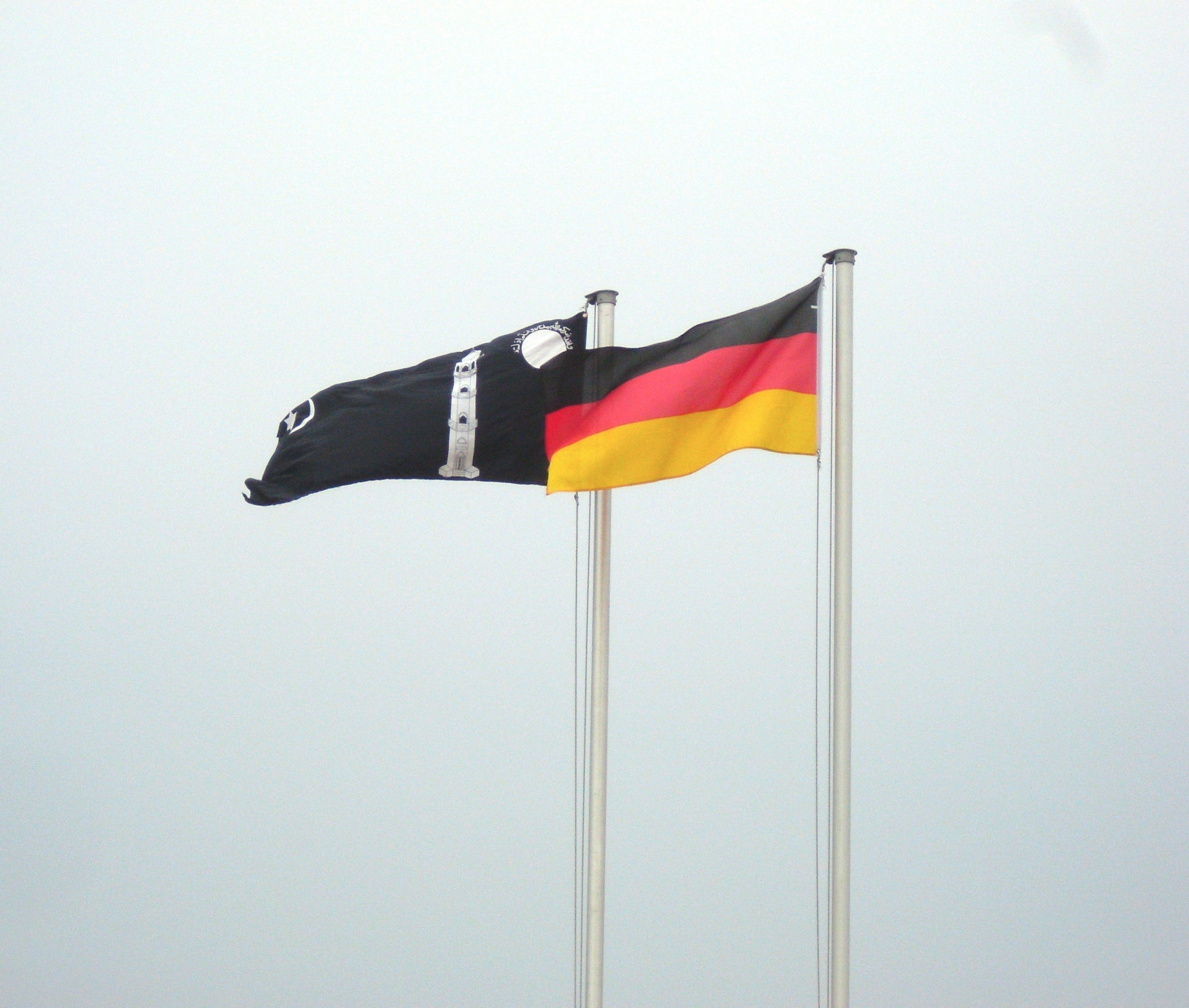
Auf Veranstaltungen der AMJ Deutschland wird die Liwa-e-Ahmadiyya mit der Flagge Deutschlands gehisst

Die Jalsa Salana beginnt am Freitag mit dem feierlichen Flaggenhissen. Der nationale Emir (Präsident) hisst die Flagge des jeweiligen Landes und der Khalifat ul-Massih, falls anwesend, die Flagge der Ahmadiyya.
Direkt danach folgt die Freitagsansprache (Khutba) des jeweiligen Khalifat ul-Massih. Bis zum Sonntag gibt es ein Programm mit verschiedenen Ansprachen über spirituelle und moralische Themen, die vom Kalifen, aber auch vom National-Emir, Amtsträgern, Imamen (Islamgelehrten) etc. gehalten werden. Des Öfteren halten auch Nicht-Ahmadi Gäste Reden. Der Fernsehsender der Ahmadiyya Muslim Jamaat, mta, zeichnet die meisten Reden auf und sendet sie live, falls der Khalifat ul-Massih anwesend ist, ansonsten einzeln in den darauffolgenden Tagen.
Wichtigster Bestandteil des Festes ist das fünfmalige gemeinschaftlich verrichtete Gebet (Salāt). Die Zeremonie des „Internationalen Baiat“ (Treugelübde auf den Kalifen) wird in der Regel nur bei der internationalen Jalsa Salana (derzeit die Jalsa Salana UK) abgehalten. Damit nimmt der Kalif das Baiat neuer Ahmadis entgegen. Die Jalsa Salana wird ausschließlich durch Spenden der Ahmadis ermöglicht, alle Gäste werden, nach islamischer Tradition, kostenlos bewirtet.
Da alle Ansprachen in über 10 Sprachen simultan übersetzt werden, können sich die meisten Besucher leicht über die Ahmadiyya informieren. Verschiedene Zelte für Frauen, Jugend, Bildung, Moscheebau, Presse und Bücher bieten weitere Möglichkeiten ins Gespräch zu kommen.
Die Jalsa Salana findet jährlich in allen Ländern statt, in denen die Ahmadiyya Muslim Jamaat mit einer Gemeinde vertreten ist. In Pakistan wurde sie allerdings 1984 von der Regierung verboten, da die Ahmadiyya als nicht-islamische Gemeinde eingestuft wurde. Wegen der Anwesenheit des Kalifen werden strenge Sicherheitsvorkehrungen getroffen. Hintergrund ist ein Attentat auf den Khalifat ul-Massih II. im Jahre 1954 und nicht zuletzt die gestiegene Terrorbedrohung gegen die Ahmadiyya Muslim Jamaat in den letzten Jahren. Zugang zum Veranstaltungsgelände haben nur Mitglieder und angemeldete oder geladene Gäste. Das Gelände hat einen separaten Bereich nur für Frauen, der durch Sichtschutzwände abgetrennt ist und von Männern in der Regel nicht betreten wird. Wenn die Frauen in den Männerbereich wechseln, tragen sie ein Kopftuch oder ein Dupatta.
Die Jalsa Salana 2008 war geprägt von den Hundertjahrfeierlichkeiten des Khilafat, die Jalsa Salana 2010 von den Terroranschlägen auf zwei Moscheen in Lahore vom 28. Mai 2010, wobei 98 Personen getötet und über 125 verletzt wurden.

## Veranstaltungsorte

### Indien/Pakistan

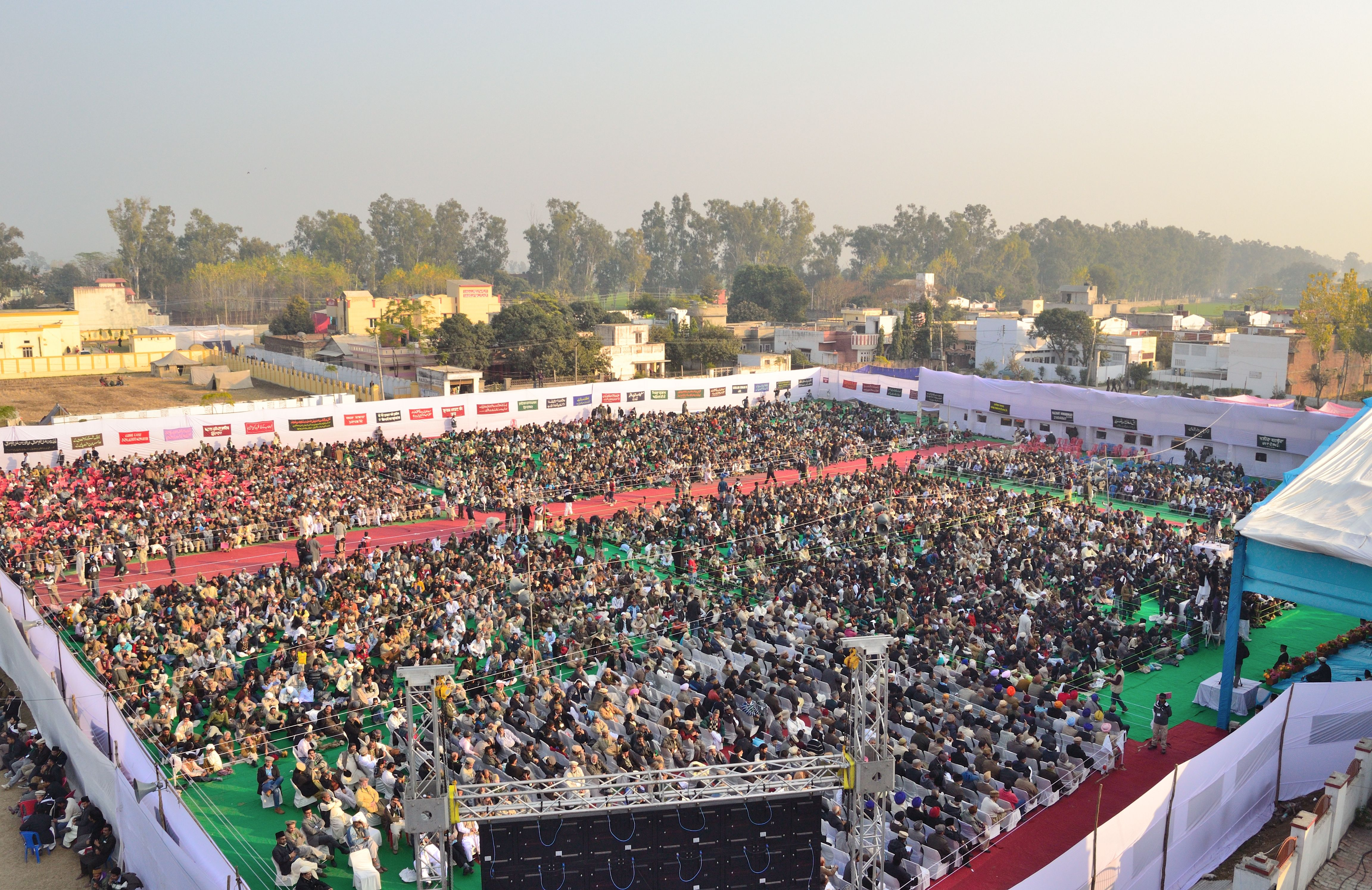
Teilnehmer der 120. Jalsa Salana in Qadian (2011)

Die Jalsa Salana wurde von Mirza Ghulam Ahmad, dem Gründer der Ahmadiyya, initiiert und fand am 27. Dezember 1891 zum ersten Mal in Qadian (Indien) statt, wobei 75 Menschen teilnahmen. Bei der letzten von ihm besuchten Jalsa Salana 1907 waren es 2.000 Menschen, die daran teilnahmen.
Seitdem das pakistanische Parlament die Ahmadis per Gesetz zu Nicht-Muslimen erklärt hat, wird die Ausrichtung der Jalsa in Rabwah (Pakistan) auf Druck der Mullahs von den Behörden verboten. Bei der letzten in Rabwah ausgetragenen Jalsa Salana im Jahre 1983 nahmen 200.000 Menschen teil.
Die Jalsa in Qadian findet jedoch weiterhin statt und wurde 2005 von Mirza Masroor Ahmad, dem derzeitigen weltweiten Oberhaupt besucht. An dieser Veranstaltung nahmen ca. 70.000 Gläubige teil.
Die Jalsa Salana in Qadian findet mit geringen Ausnahmen immer vom 26.–28. Dezember statt.
Infolge der Anschläge in Mumbai wurde die Jalsa Salana 2008 abgesagt.

### Vereinigtes Königreich

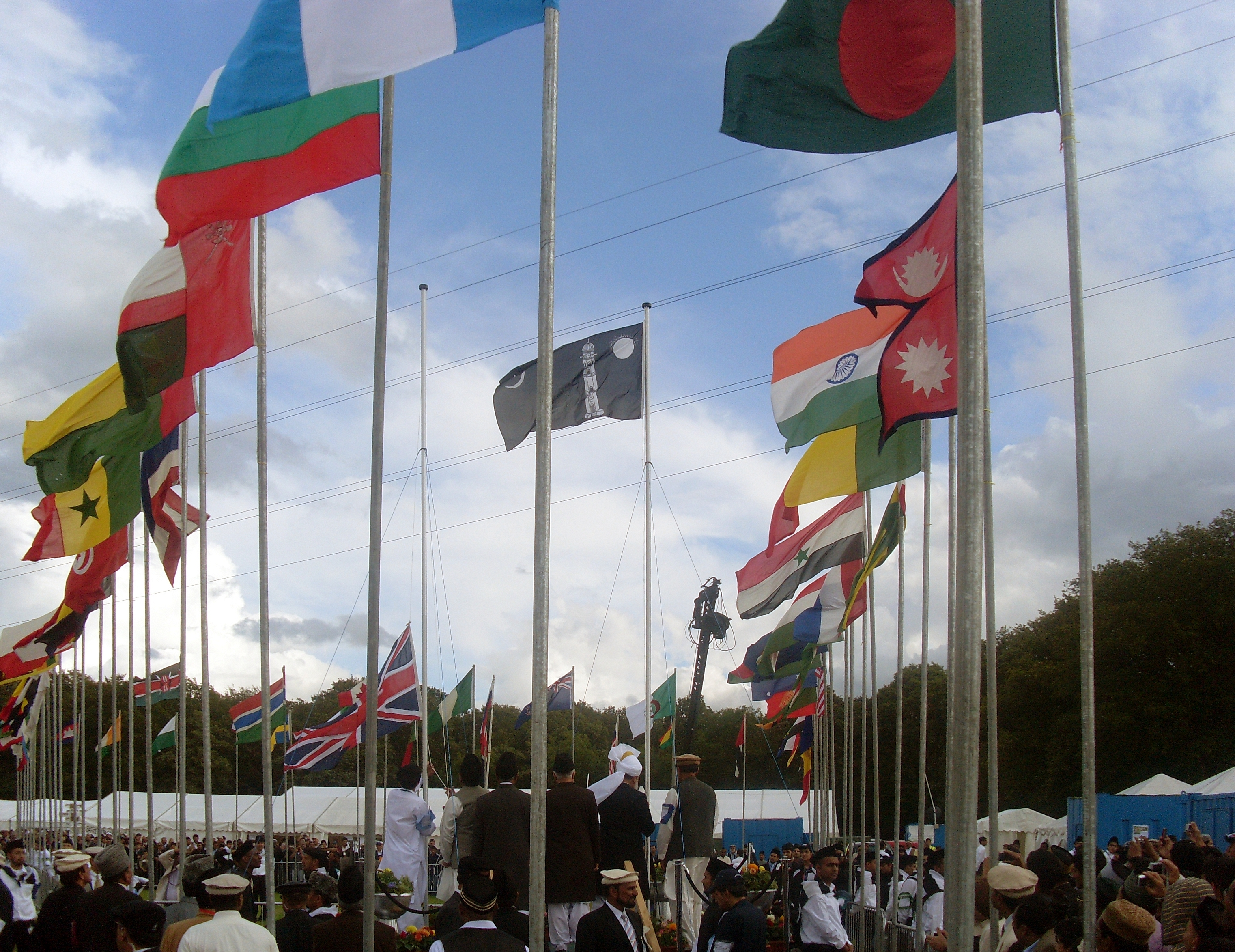
Gehisste Flaggen auf der internationalen Jalsa Salana UK 2009

Die erste Jalsa Salana im Vereinigten Königreich fand im Jahre 1966 statt. Seit dem Verbot, in Pakistan die Jalsa Salana zu veranstalten, fungiert die Jalsa Salana UK als internationale Jalsa Salana und findet in der Nähe Londons statt, wo das derzeitige Oberhaupt der Gemeinde, Mirza Masroor Ahmad, lebt. In Tilford, einem Ort in der Nähe Londons, hatte die Jamaat ein eigenes Gelände gekauft, welches auch unter dem Namen „Islamabad“ bekannt ist. Dort fand die Jalsa von 1994 bis 2004 statt. Im Jahre 2005 wurde, aus Platzmangel und wegen der abgelaufenen Erlaubnisszeit, die Jalsa dort veranstalten zu dürfen, ein weiteres Gelände gekauft, welches ca. 0,9 km² groß ist. Das Gelände bekam den Namen „Hadiqat ul-Mahdi“ (Garten des Mahdis) und liegt in der Stadt Alton, ca. 90 km außerhalb Londons. Die Jalsa Salana im Vereinigten Königreich findet immer am letzten Wochenende des Monats Juli statt, bei der der Khalifat ul-Massih der jeweiligen Zeit immer anwesend ist.
2007

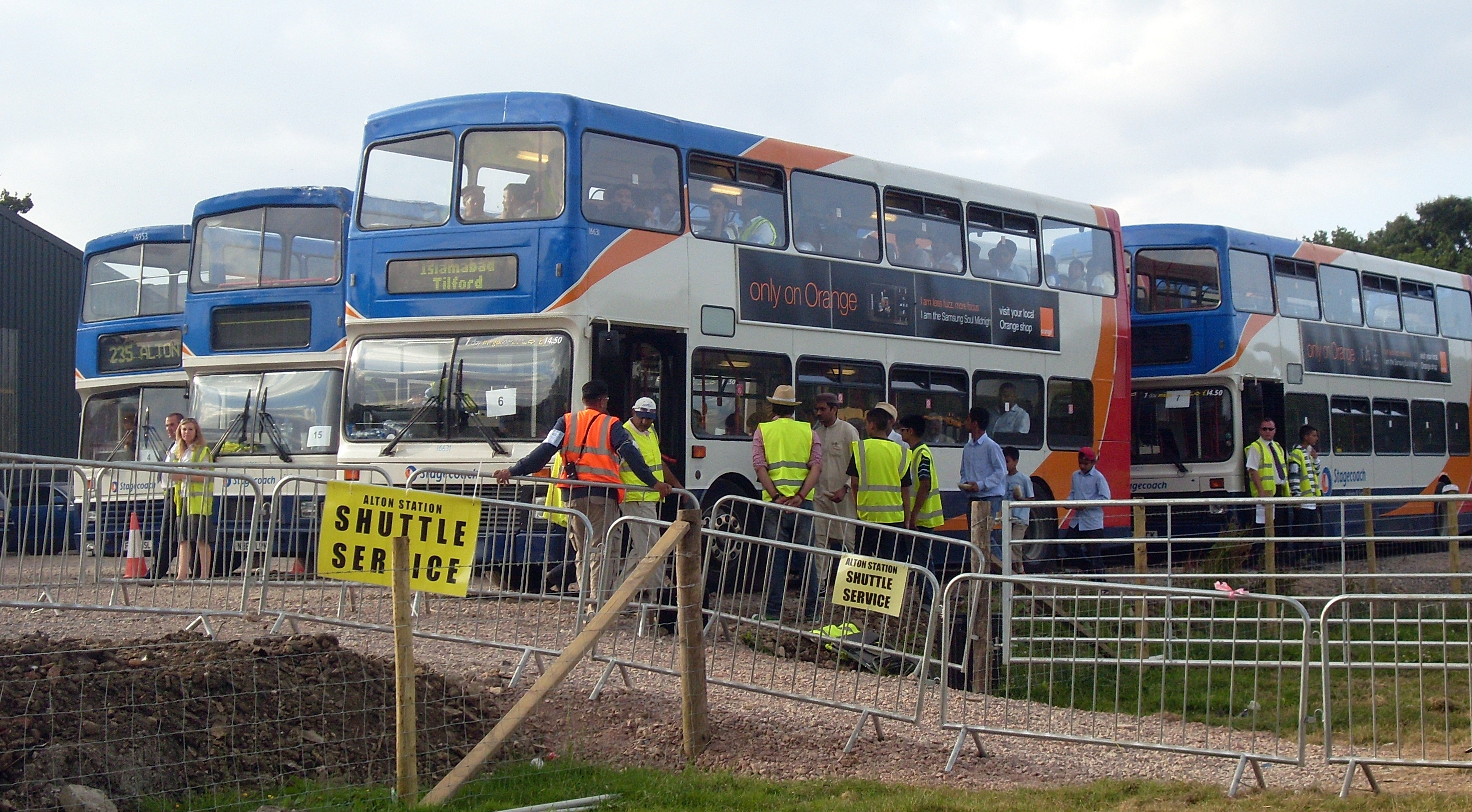
Shuttle Service bei der Jalsa Salana UK

Im Jahre 2007 fand die Jalsa Salana UK vom 27. bis zum 29. Juli statt. Aufgrund des starken Regens, der eine Woche vor der Jalsa fiel, traten einige Probleme bei der Organisation und dem Aufbau auf. Die größte Herausforderung stellte das Parken der Fahrzeuge der anreisenden Gäste aus dem ganzen Land dar. Aufgrund der Tatsache, dass der eigentliche Parkplatz auf einer Wiesenlandschaft lag, konnte dieser nicht lange benutzt werden. Es wurde daher kurzfristig ein Militärgebiet gemietet, welches sich etwa 6 km vom Veranstaltungsgelände entfernt befand. Die Menschen wurden dann von dort aus mit Bussen nach „Hadiqat ul-Mahdi“ befördert. Für die nächsten zwei Tage organisierte man einen Bus-Pendelverkehr zwischen „Islamabad“ und „Hadiqat ul-Mahdi“ bzw. Bait ul-Futuh und „Hadiqat ul-Mahdi“. Trotz der schlechten Bedingungen nahmen rund 26.000 Menschen an der Jalsa Salana teil.

### Deutschland
Die erste Jalsa Salana Deutschland fand am 28. Dezember 1975 in der Fazle-Omar-Moschee in Hamburg statt. Dieser Ort diente bis zum Jahr 1980 als Austragungsort der Jahresversammlung. Im Jahr 1981 wurde erstmals die Jalsa in Frankfurt am Main im Haus Gallus abgehalten, das auch 1982 mit über 700 Teilnehmern als Veranstaltungsort diente. 1983 und 1984 wurde die Versammlung ins Volksbildungsheim in der Frankfurter Innenstadt verlegt. Nach der Verfolgungswelle 1984 in Pakistan suchten immer mehr Ahmadis Asyl in Deutschland. Um den steigenden Besucherzahlen gerecht zu werden, erwarb die Gemeinschaft 1985 ein Grundstück in Groß-Gerau („Nasir Bagh“) und hielt ab 1985 die Jalsa Salana dort ab. Mit 15.000 bis 20.000 Besuchern jährlich erteilte die Kreisstadt ab 1995 wegen hoher Umwelt-, Verkehrs- und Flurbelastung keine Genehmigung mehr.
Von 1995 bis 2010 fand die Jalsa Salana immer vier Wochen nach der internationalen Jalsa Salana UK auf dem Mannheimer Maimarktgelände statt. 2001 wurde die internationale Jalsa Salana aufgrund der im Vereinigten Königreich ausgebrochenen Maul- und Klauenseuche, in Deutschland abgehalten, was zu einer Rekordbesucherzahl von rund 50.000 führte.
Seit 2011 bis 2022 (außer 2020 und 2021 während der Corona-Pandemie) fand die Jalsa Salana Deutschland jährlich in der Messe Karlsruhe statt. Die 47. Jalsa Salana 2023 fand vom 1. bis 3. September 2023 anlässlich des 100. Jubiläums der Ahmadiyya Muslim Gemeinde in Deutschland in der Messe Stuttgart statt. Seit 2024 findet die Jalsa Salana auf dem Flugplatz Mendig in Mendig statt. 
Seit 1987 nahm jedes Jahr auch der Khalif an der Jalsa Salana in Deutschland teil. Nur in den Jahren 1999 und 2002 nahm der Khalif nicht an der Jalsa Salana Deutschland teil. In den Jahren 2021 und 2022 wurde der Khalif digital aus England dazugeschaltet.
Die Jahrestreffen der Ahmadiyya werden ausnahmslos von der Gemeinde in ehrenamtlicher Arbeit organisiert und durchgeführt. Alle anfallenden Kosten werden ausschließlich aus Eigenmitteln der AMJ Deutschland sowie Spenden gedeckt. Keine der 16 Jahresversammlungen auf dem Maimarkt in Mannheim wurde mit städtischen Mitteln bezuschusst. Mit durchschnittlich 40.000 Besuchern ist die Jalsa Salana Deutschland die größte islamische Veranstaltung in Europa.
Flaggenaufstellung

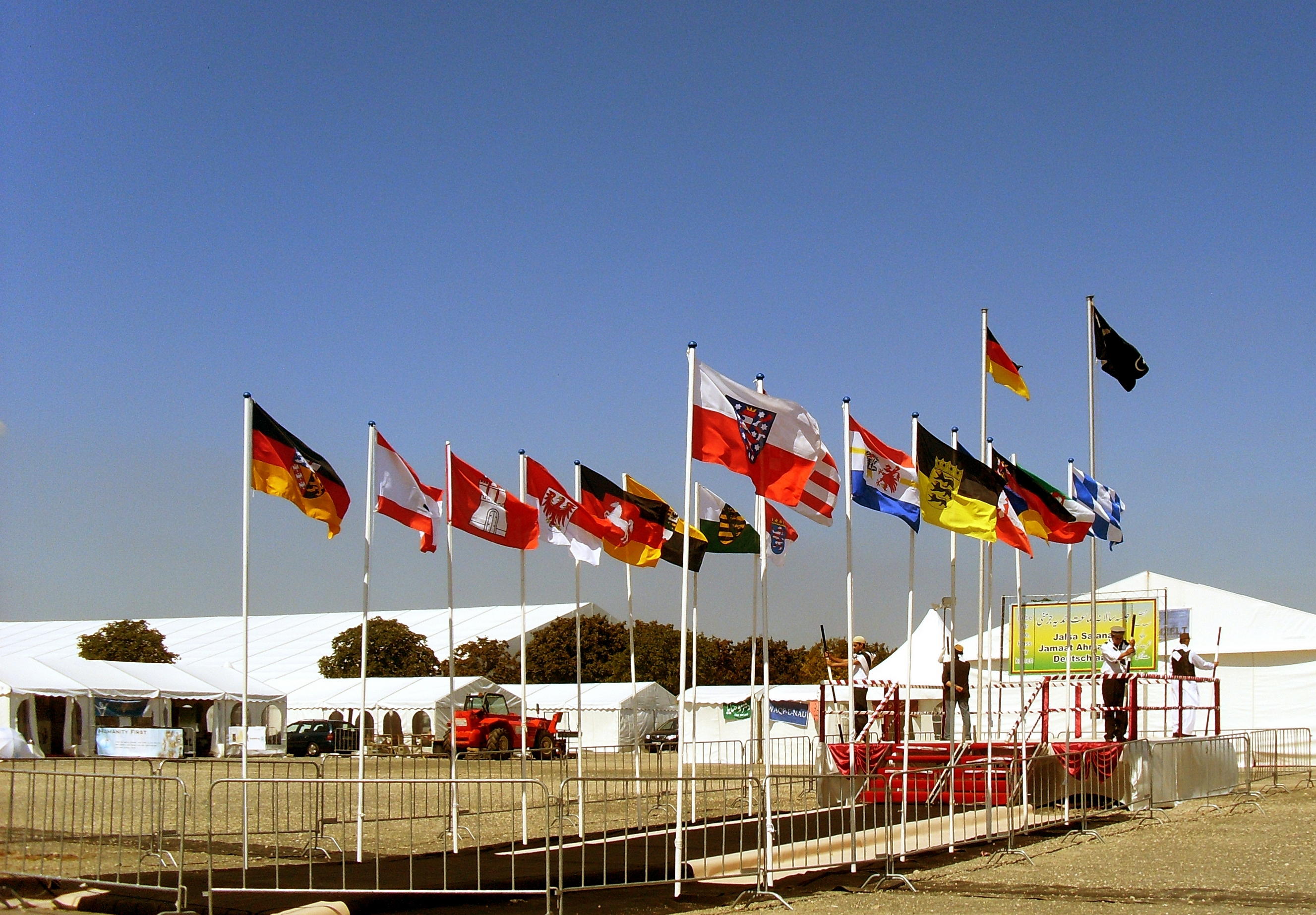
Die Liwa-e-Ahmadiyya und die Flagge Deutschlands, davor die Flaggen der deutschen Länder auf der Jalsa Salana 2009

Die Fahnen der 16 deutschen Länder stehen auf einem zentralen Platz Spalier, an deren Ende auf einem Podest gleichberechtigt nebeneinander die Flagge Deutschlands und die Fahne der Ahmadiyya (Liwa-e-Ahmadiyyat) geflaggt sind. An den Ecken des Podestes sind vier Khuddam als Ehrenwache postiert, bewaffnet mit schwarz-weißen Stöcken, als symbolisches Zeichen der Bereitschaft, sowohl ihren Glauben als auch das Land ihrer Loyalität zu verteidigen.

### Schweiz
Die erste Jalsa Salana fand in der Schweiz im Jahre 1983 in Zürich statt. Vom 3.–5. September 2004 fand die 22. Jalsa Salana im Beisein Mirza Masroor Ahmads in der Mehrzweckhalle von Forch (bei Zürich) statt. Vom 4. bis 6. Juli 2008 fand die 26. Jahresversammlung zum ersten Mal in Frauenfeld in der Festhalle Rüegerholz statt, an der 723 Besucher teilnahmen. Die 27. Jahresversammlung wurde im Weiler Häusern in der Gemeinde Wigoltingen vom 12. bis 14. Juni 2009 abgehalten. Die 36. Jalsa Salana fand vom 25. bis zum 26. August statt.

### Kanada
15.000 Mitglieder und Gäste besuchten die 33. Jalsa Salana in Kanada, die im Jahre 2009 vom 26.–28. Juli in Mississauga stattfand.

### Ghana
Die Jalsa Salana Ghana wird auf einem 400 Hektar großen Grundstück („Bagh-e-Ahmad“) abgehalten, das sich etwa 60 km entfernt von der Hauptstaat Accra befindet. Die Versammlung wurde vom Oberhaupt der Ahmadiyya Muslim Jamaat, Mirza Masroor Ahmad, in den Jahren 2004 und 2008 besucht. Im Jahr 2008 war als besonderer Gast der Präsident Ghanas, John Kufuor, anwesend, der bei dieser Gelegenheit die Ahmadiyya-Gemeinschaft zu ihren 100-Jahr-Feierlichkeiten ihres Kalifats beglückwünschte und den Kalifen als einen Bruder, Freund und Lehrer für die Bürger Ghanas bezeichnete.
Die Jalsa Salana Nigeria wird auf einem 85 Hektar großen Grundstück abgehalten („Hadeeqate-e-Ahmad“: Ahmads Garten), das sich etwa 40 km entfernt von der Hauptstaat Abuja befindet.

### Norwegen
Die Jalsa Salana Norwegen findet jährlich in Oslo statt.